# Eace
Nella mitologia greca, Eace chiamato anche Oiace (in greco antico: Οἴαξ) era il nome di uno dei figli di Nauplio e di Climene, la figlia di Catreo.

## Il mito
Lo stesso nome della madre non è sicuro: Apollodoro riporta altri nomi come Filira o Esione. Eace era comunque fratello di Palamede e di Nausimedonte.
Fu testimone del processo ingiusto che sostenne suo fratello per tradimento e, alla morte di questi, scrisse tutto l'accaduto su un remo che gettò in mare. In seguito si recò da Clitennestra e, secondo una versione del mito, le raccontò di suo marito Agamennone e di Cassandra; la donna decise così di ucciderli.
La sua fine è incerta anche se si narra di come Pilade, amico di Oreste, abbia ucciso tutti i figli di Nauplio e quindi anche Eace.